# کوهزن
کوهزن (به آلمانی: Kühsen) یک شهر در آلمان است که در هرتسوگتوم لاونبورگ واقع شده‌است.
 کوهزن  ۳۹۵ نفر جمعیت دارد.